# ديفيد ليجراند
ديفيد ليجراند (بالفرنسية: David Legrand)‏ هو مصارع هاوي فرنسي، ولد في 24 فبراير 1972 في بولوني سور مير في فرنسا.

## وصلات خارجية
- ديفيد ليجراند على موقع قاعدة بيانات المصارعة الدولية (الإنجليزية)
- ديفيد ليجراند على موقع أوليمبيديا (الإنجليزية)